# Schilderia achatidea
Schilderia achatidea é uma espécie de molusco pertencente à família Cypraeidae.
A autoridade científica da espécie é Gray in G. B. Sowerby I, tendo sido descrita no ano de 1837.
Trata-se de uma espécie presente no território português, incluindo a zona económica exclusiva.